# Rafael Dumett
Rafael Dumett (28 de julio de 1963 en Lima, Perú) es un dramaturgo, escritor y lingüista peruano. Su primera novela, "El Espía del Inca" (2019) fue un best seller en Perú y su segunda novela "El Camarada Jorge y el Dragón" (2023) ganó el Premio Nacional de Literatura del Perú el año 2024. 

## Biografía
Rafael Dumett nació en Lima el 28 de julio de 1963. De madre de raíces ayacuchanas y padre ayacuchano quechuahablante descendiente de una familia que emigró desde Siria.  
Estudió en el colegio La Recoleta y posteriormente Lingüística en la PUCP. A los 18 años tras una crisis nerviosa abandona y universidad y viaja a Argentina. Al regresar al Perú, reanuda sus estudios universitarios y además, por consejo de uno de sus profesores, inicia estudios de teatro en el Teatro de la Universidad Católica, graduándose profesionalmente como actor luego de tres años.
En 1990 Viaja a París, Francia, huyendo de la inestabilidad política y económica del Perú en ese entonces, donde continuó sus estudios de teatro en la Sorbona y vivió más de 8 años. Posteriormente se muda a California, Estados Unidos donde trabaja como profesor a tiempo parcial en la Universidad de San Francisco.

## Obras
Después de escribir el guión de la película Both (2005), Rafael Dumett decidió escribir una novela basada en la "Construcción del Personaje" de Konstantín Stanislavski, en la cual los personajes ensayan una obra de teatro que escribiría también como un anexo a la novela. Para la obra teatral investigó la vida del traductor indígena Felipillo y ante la cantidad de información descartó la idea inicial y escribió "El Espía del Inca" una novela que narra un intento de rescate del Inca Atahualpa.
"El Espía del Inca", tardó 11 años en ser escrita.Inicialmente fue publicada en formato digital en el año 2012 y en 2018 fue publicada en papel por la editorial independiente Lluvia y luego por la editorial Alfaguara en 2021.
El crítico literario Carlos García-Bedoya la considera la mejor novela peruana del siglo XXI y además una respuesta arguediana a la pregunta vargasllosiana “¿Cuándo se jodió el Perú?”.
Su segunda novela "El Camarada Jorge y el Dragón" (2023) es el primer volumen de una saga en torno a la vida del político peruano Eudocio Ravines. Obra ganadora de el Premio Nacional de Literatura del Perú del año 2024.

### Teatro
- AM/FM, 1985
- Números Reales, 1991
- El Juicio Final, 1997
- Camasca, 2019

### Novelas
- El Espía del Inca, Lluvia Editores (editorial independiente), 2018 ; posteriormente lanzada en la editorial ALFAGUARA en el año 2021
- El Camarada Jorge y el Dragón, Alfaguara, 2023

### Guiones de Cine
- Both, 2005

### Ensayos y Prosas
- Incas, espías y astronautas. Ensayos y prosas sin ficción, Debate, 2025